# Mbuji-Mayi (flod)
Mbuji-Mayi, äldre stavning Bushimaie, är en flod i Kongo-Kinshasa, ett biflöde till Lubilanji (Sankuru). Den rinner genom den centrala delen av landet, 1 000 km öster om huvudstaden Kinshasa. Mbuji-Mayi rinner upp i provinsen Lualaba och rinner därefter norrut – längs gränsen mellan Lualaba respektive Kasaï Central å ena sidan och Lomami å den andra, genom västra delen av Lomami, längs gränsen mellan Lomami och Kasaï-Oriental, slutligen genom Kasaï-Oriental där den har gett namn åt staden Mbuji-Mayi som den avgränsar österut.